# سازمان مخفی آسیزی
سازمان مخفی آسیزی (انگلیسی: The Assisi Underground) یک فیلم درام آمریکایی به کارگردانی الکساندر راماتی است که در سال ۱۹۸۵ منتشر شد. از بازیگران آن می‌توان به بن کراس، جیمز میسون، ایرنه پاپاس، ماکسیمیلیان شل، پائولو مالکو، روبرتو بیزاکو، جانکارلو پرته، ماسیمو سارکیه‌لی و جفری کاپلستن اشاره کرد.